# Rhaphidophora banosensis
Rhaphidophora banosensis är en kallaväxtart som beskrevs av Peter Charles Boyce. Rhaphidophora banosensis ingår i släktet Rhaphidophora och familjen kallaväxter. Inga underarter finns listade.